# Галлахер Тауншип (округ Клінтон, Пенсільванія)
Галлахер Тауншип (англ. Gallagher Township) — селище (англ. township) в США, в окрузі Клінтон штату Пенсільванія. Населення — 391 особа (2020).

## Демографія
Згідно з переписом 2010 року, у селищі мешкала 381 особа в 161 домогосподарстві у складі 118 родин. Було 379 помешкань
Расовий склад населення:
| - 99,5 % — білих - 0,3 % — азіатів |

До двох чи більше рас належало 0,3 %. Частка іспаномовних становила 0,3 % від усіх жителів.
За віковим діапазоном населення розподілялося таким чином: 17,8 % — особи молодші 18 років, 64,1 % — особи у віці 18—64 років, 18,1 % — особи у віці 65 років та старші. Медіана віку мешканця становила 46,9 року. На 100 осіб жіночої статі у селищі припадало 107,1 чоловіків;  на 100 жінок у віці від 18 років та старших — 114,4 чоловіків також старших 18 років.
Середній дохід на одне домашнє господарство  становив 73 012 долари США (медіана — 65 625), а середній дохід на одну сім'ю — 79 794 долари (медіана — 66 750). Медіана доходів становила 51 154 долари для чоловіків та 41 250 доларів для жінок. За межею бідності перебувало 5,3 % осіб, у тому числі 0,0 % дітей у віці до 18 років та 7,3 % осіб у віці 65 років та старших.
Цивільне працевлаштоване населення становило 198 осіб. Основні галузі зайнятості: публічна адміністрація — 23,2 %, виробництво — 20,2 %, освіта, охорона здоров'я та соціальна допомога — 14,6 %, роздрібна торгівля — 13,1 %.